# Eduard Reiss
Eduard Reiss (sau Eduard Reiß; n.  ?) a fost un jurist și politician austriac (Cisleithania), doctor în drept, și primul evreu primar al orașului Cernăuți.

## Biografie
Reiss provenea dintr-o familie de evrei asimilați. Tatăl său a fost medic militar, care în 1856 s-a stabilit la Cernăuți împreună cu familia, unde și-a deschis un cabinet medical.
A urmat cursurile k.k. I. Staatsgymnasium Czernowitz (Gimnaziul Imperial și Regal nr. 1 din Cernăuți). Poetul Ernst Rudolf Neubauer (1828–1898) i-a fost profesor de istorie. Cu două clase mai mare decât Reiss era viitorul jurnalist, publicist și scriitor Karl Emil Franzos. Coleg de generație i-a fost Mihai Eminescu, viitorul poet național român. La fel ca Franzos, Reiss a susținut cu convingere o simbioză culturală iudeo-germană.
După absolvirea liceului, în 1868 a început studiile la Universitatea din Viena, urmând mai întâi două semestre de medicină, apoi dreptul. A fost membru al asociației studențești „Wiener Landsmannschaft Bukowina”. După finalizarea studiilor, în 1872 s-a întors la Cernăuți, unde a ocupat un post la Tribunalul Regional. În 1875 a ținut discursul festiv la banchetul de inaugurare al Universității „Franz Joseph”, fiind printre primii săi doctoranzi. În același an a intrat într-o firmă de avocatură din Cernăuți. În 1879 a devenit membru de onoare al asociației studențești „Akademische Burschenschaft Arminia Czernowitz zu Linz”. Din 1880 a fost membru al Baroului Bucovinei și avocat independent. În Regimentul de Infanterie Maghiară nr. 65 „Arhiducele Ludwig Viktor” al armatei austro-ungare era deja, din 1871, locotenent de rezervă, fiind avansat în 1880 la gradul de locotenent-major.
În 1884 a fost ales pentru prima dată consilier municipal. Între 16 ianuarie 1894 și 12 aprilie 1905 a ocupat funcția de viceprimar, fiind reales de șapte ori. În această perioadă au fost realizate numeroase modernizări urbane: introducerea rețelei de apă și canalizare, iluminatul electric, pavarea străzilor și înființarea tramvaiului.
La 12 aprilie 1905, Reiss a fost ales primar al Cernăuțiului cu 48 de voturi din 50, devenind primul primar evreu al unei capitale provinciale austriece, fiind afiliat cu Partidul Popular-Național Evreiesc. În Cernăuți nu a rămas însă singurul, fiind urmat în 1912 de Salo von Weisselberger. Reales la 7 februarie 1907, a trăit în cei doi ani de mandat până la moartea sa bruscă inaugurarea Teatrului Municipal, a noii gări și a Palatului de Justiție. A murit la Viena, la un sanatoriu, unde se afla în urma unui accident vascular cerebral. Trupul său a fost adus cu trenul la Cernăuți, iar cortegiul funerar a pornit de la gară. A fost înmormântat la Cimitirul evreiesc din Cernăuți la 30 aprilie 1907, ora 14. A lăsat în urmă soția, Fanny, și doi copii, Alma și Joseph.

## Implicare civică și funcții onorifice
- membru al Corului bărbătesc din Cernăuți
- membru al consiliului de administrație al Băncii Naționale din Viena
- vicepreședinte al Baroului Bucovinei
- președinte al Consiliului Școlar Provincial
- membru al curatoriului Orfelinatului Israelit

## Distincții
- Ordinul Franz Joseph (1880)
- titlul de k.k. Regierungsrat (consilier guvernamental imperial și regal) (1900)

## Memorie
În ziua înmormântării, la 30 aprilie 1907, Consiliul Municipal a decis schimbarea numelui străzii Schlangengasse, pe care se afla locuința familiei Reiss. Pe planul orașului din 1908 apare deja ca În perioada administrației românești a fost redenumită Strada Mircea Vodă, iar în perioada sovietică a devenit vulîcja Ukrainska.
Mormântul lui Reiss se află la intrarea Cimitirului Evreiesc din Cernăuți, pe dreapta, în spatele casei mortuare și vizavi de mormântul liderului sionist Benno Straucher. Comunitatea evreiască a donat o criptă de onoare și a ridicat deasupra ei un baldachin asemănător unei capele, decorat cu inscripția metalică „Dr. Eduard Reiß Bürgermeister”. Monumentul a ruginit în perioada sovietică, dar a fost restaurat după 1990. Placa cu numele s-a pierdut, însă cuvântul „Bürgermeister” a rămas vizibil.
Portretul său a fost expus în sala de ședințe a Primăriei Cernăuți. Dispărut o vreme, a fost readus în 1998, cu ocazia aniversării a 150 de ani de autonomie a Bucovinei, alături de portretele tuturor primarilor Cernăuțiului.